# Банхар
Банхар (бурјатски: хотошо; монголски: банхар; руски: Бурят-монгольский волкодав), је раса пса чувар стоке. Првобитно је узгајан од стране Бурјата; успеси овог народа су допринели ширењу расе по Бурјатији и Монголији иу суседним регионима пре него што су били скоро уништени средином 20. века. Банхар пси су цењени због свог интелекта, упорности и доброј издржљивости у неповољним временским условима. Они су лојални и љубазни према породици, али опасни против уљеза, укључујући људе, вукове, орлове и снежне леопарде.

## Опис
Банхар пси су велика раса са кратком или дугом длаком у црвеној, црној и црно-смеђој боји. Пожељни су тамнији пси са светлим мрљама изнад очију, они су познати као монголски четворооки пси. Различите ознаке помажу да се пси разликују од вукова у условима слабог осветљења, а монголска легенда каже да ови пси могу да виде духовни свет.
Упркос својој величини, они би требало да буду атлетски, брзи, весели, енергични, храбри и неуморни пси. У бурјатском се зову хотосхо, што значи дворишни вук, а на монголском се зову банхар што значи буцмаст, дебео, пахуљаст. Упркос овом имену, пси банхар нису дебела раса, имају од 50-60 килограма са висином до 75 центиметара. Банхари имају ниске потребе за калоријама спрам своје величине. Упркос сличности по изгледу, банхари имају само далеку везу са већим тибетанским мастифом. Банхар пси су релативно дуговечни, у просеку 15-18 година. Дисплазија кука и други проблеми са зглобовима су веома ретки. Размножавају се једном годишње.
Иако је несумњиво древна раса, генетска анализа указује да би ова раса могла бити родоначелник свих паса чувара стоке. Бурјатска легенда каже да је раса настала од  огромног дивљег пса који је пратио дива који се спуштао са планина. банхарски пси су наводно учествовали у рацијама Џингис Кана, уливајући страх људима и помажући да се заузму села и градови.
Марко Поло је био толико импресиониран расом да је једног довео кући у Венецију. Ерих фон Салцман описује овог овчара као великог, лепог пса сличног немачком овчару. Има тамну длаку и веома је жесток; банхар немилосрдно напада странце. Вилхелм Филхнер је дао занимљив приказ дивљег, великог пса-чудовишта величине медведа. Деца се могу играти са овим сензитивним псима, али ти исти пси се не плаше вукова и медведа.
Једина је аутохтона раса Монголије. Банхар пси су задржали своју генетску чистоћу због географске изолације. Како су развој инфраструктуре и могућности путовања учинили домаће регионе пса банхара приступачнијим, пси који нису аутохтоне расе су почели да се мешају. Током комунистичке ере Монголије, пси банхар су пуштени на слободу или истребљени да би се насилно преселили номадске групе у насеља, у складу са званичним комунистичким политикама. Њихова крзна постала су модерна за капуте који су популарни у Русији, а највећи пси су убијени ради задовољења растуће потражње за оваквим капутима. До 1980-тих, раса је била готово нестала.
Смањење броја паса чувара стоке довело је до тога да номадски сточари прибегну пуцању или тровању било каквих претњи својим животима. Као резултат тога, дошло је до значајног смањења популација сивих вукова и снежних леопарда у овим регионима. Од тада је обновљено интересовање за очување расе у Русији и Монголији; међутим, раса је још увек угрожена.